# Линцю
Линцю́ (кит. упр. 灵丘, пиньинь Língqiū) — уезд городского округа Датун провинции Шаньси (КНР).

## История
Уезд был создан ещё при империи Западная Хань. В конце империи Суй он был расформирован, но при империи Тан в 623 году создан вновь. При империи Цзинь в 1214 году был поднят в статусе до области, при монгольской империи Юань вновь стал уездом.
После образования КНР уезд был включён в состав провинции Чахар. В 1952 году провинция Чахар была расформирована, и уезд был передан в провинцию Шаньси, оказавшись в составе Специального района Ябэй (雁北专区). В 1959 году Специальный район Ябэй и Специальный район Синьсянь (忻县地区) были объединены в Специальный район Цзиньбэй (晋北专区).
В 1961 году Специальный район Цзиньбэй был вновь разделён на Специальный район Ябэй и Специальный район Синьсянь; уезд вновь оказался в составе специального района Ябэй. В 1970 году Специальный район Ябэй был переименован в Округ Ябэй (雁北地区). В 1993 году округ Ябэй был расформирован, и уезд вошёл в состав городского округа Датун.

## Административное деление
Уезд делится на 3 посёлка и 9 волостей.